# ワールド・ビア・カップ
ワールド・ビア・カップ（英語: The World Beer Cup）は、1996年よりアメリカ合衆国で2年に１度開催されている国際的なビールのコンペティション。
ビールのコンペティションは世界各地で開催されているが、その中でも最も出品数が多いとされる、世界最大規模の品評会である。日本では「ビールの五輪」と称することもある。